# Itame paulensis
Itame paulensis là một loài bướm đêm trong họ Geometridae.